# Битва за Румунію

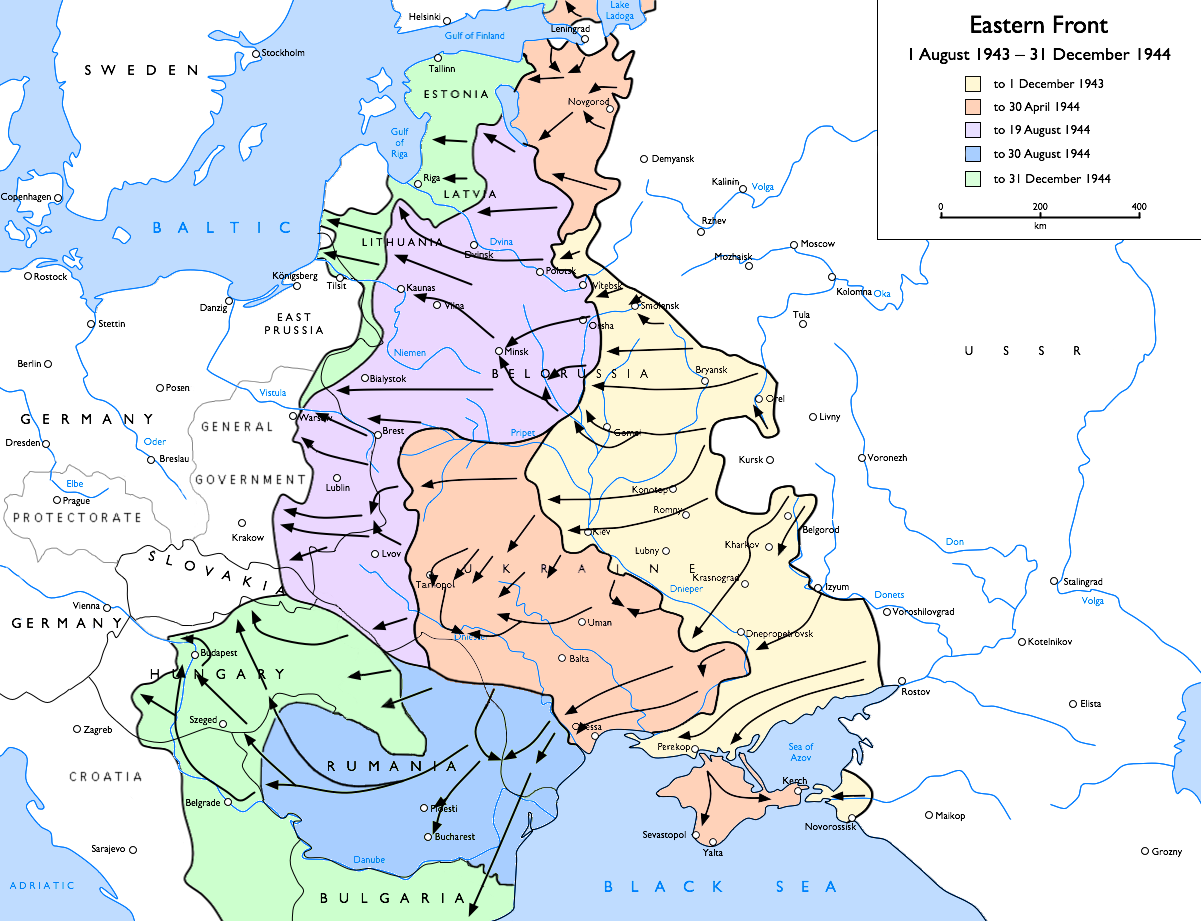
Наступ Червоної Армії в 1943—1944 рр. Битва за Румунію покрита блакитною областю.

Битва за Румунію у Другій світовій війні включала кілька операцій в Румунії або навколо неї в 1944 році, як частина Східного фронту, в якій Радянська армія розгромила сили осі (німецькі та румунські) в цьому районі, Румунія перейшла на сторону супротивника, а радянські та румунські війська відтіснили німців назад до Угорщини.
Радянські війська вступили на територію Румунії під час Умансько-Ботошанського наступу в березні 1944 р., захопивши кілька міст на півночі Молдавії, включаючи Ботошані.
За словами історика Девіда Гланца, Радянський Союз намагався вдертися до Румунії навесні 1944 року через територію сучасної Молдови. У період із 8 квітня по 6 червня Радянська армія розпочала Першу Яссько-Кишинівську операцію, названу так на честь двох великих міст Ясс (Ясси) та Кишинева (Кишинів). Відбулася низка військових операцій, спрямованих на перерізання життєво важливих оборонних рубежів Осі в Північній Румунії, що сприяло подальшому просуванню Червоної Армії на весь Балканський регіон. Радянським військам не вдалося подолати оборону Німеччини та Румунії в регіоні. За словами Гланца, наступальна операція в кінцевому підсумку зазнала невдачі, головним чином через низькі бойові показники радянських військ та ефективність німецької оборонної підготовки.

Військові дії в Румунії, 23–31 серпня 1944 р.: червоний колір = радянська Червона Армія; жовтий = румунські війська; синій = сили осі, фронти

Найважливішим наступом битви за Румунію була друга Яссько-Кишинівська операція у проміжку з 20 по 29 серпня, у якій переміг СРСР. Шоста німецька армія була оточена початковим натиском радянських військ і була знищена вдруге (вперше в Сталінградській битві).
23 серпня король Румунії Михай здійснив державний переворот проти прем'єр-міністра Іона Антонеску; новий уряд здався союзникам і оголосив війну Німеччині. Румунський історик Флорін Константину стверджує, що це скоротило Другу світову війну в Європі на півроку.
Передній фронт Осі обвалився. На півночі восьма армія Німеччини відступила до Угорщини з великими втратами. В інших місцях багато німців були відрізані та захоплені в полон, наприклад великі сили безпеки та зенітні сили, розміщені на нафтовому родовищі Плоєшті. Інші фрагменти німецьких військ якнайшвидше втікали до Угорщини, воюючи з румунами та радянськими силами, які штурмували Карпати (кілька проходів через гори здійснили румунські війська).
Перемога СРСР у Румунії змусила Болгарію вийти з Осі 26 серпня, а 8 вересня дозволила вторгнутись радянським військам.
До 24 вересня майже вся Румунія була під контролем союзників.